# Pilot 760 SE
Pilot 760 SE är en svensk lotsbåt som byggdes 2007 av Marine Alutech Oy Ab i Tykö i Finland för Sjöfartsverket i Norrköping. Pilot 760 SE stationerades vid Umeå lotsplats.